# 凤阳畲族乡
凤阳畲族乡是中华人民共和国浙江省温州市苍南县下辖的一个民族乡。

## 行政区划
凤阳畲族乡下辖以下村级行政区划单位：
顶堡村、龟墩村、鹤山村、岭边村和凤阳村。